# Kaka (Turkmenistan)
 Kaka, anche conosciuta come Kaakhka, Kaakcha o Chaacha, è la città capoluogo dell'omonimo distretto situato nella provincia di Ahal, in Turkmenistan.